# Figurativer Realismus

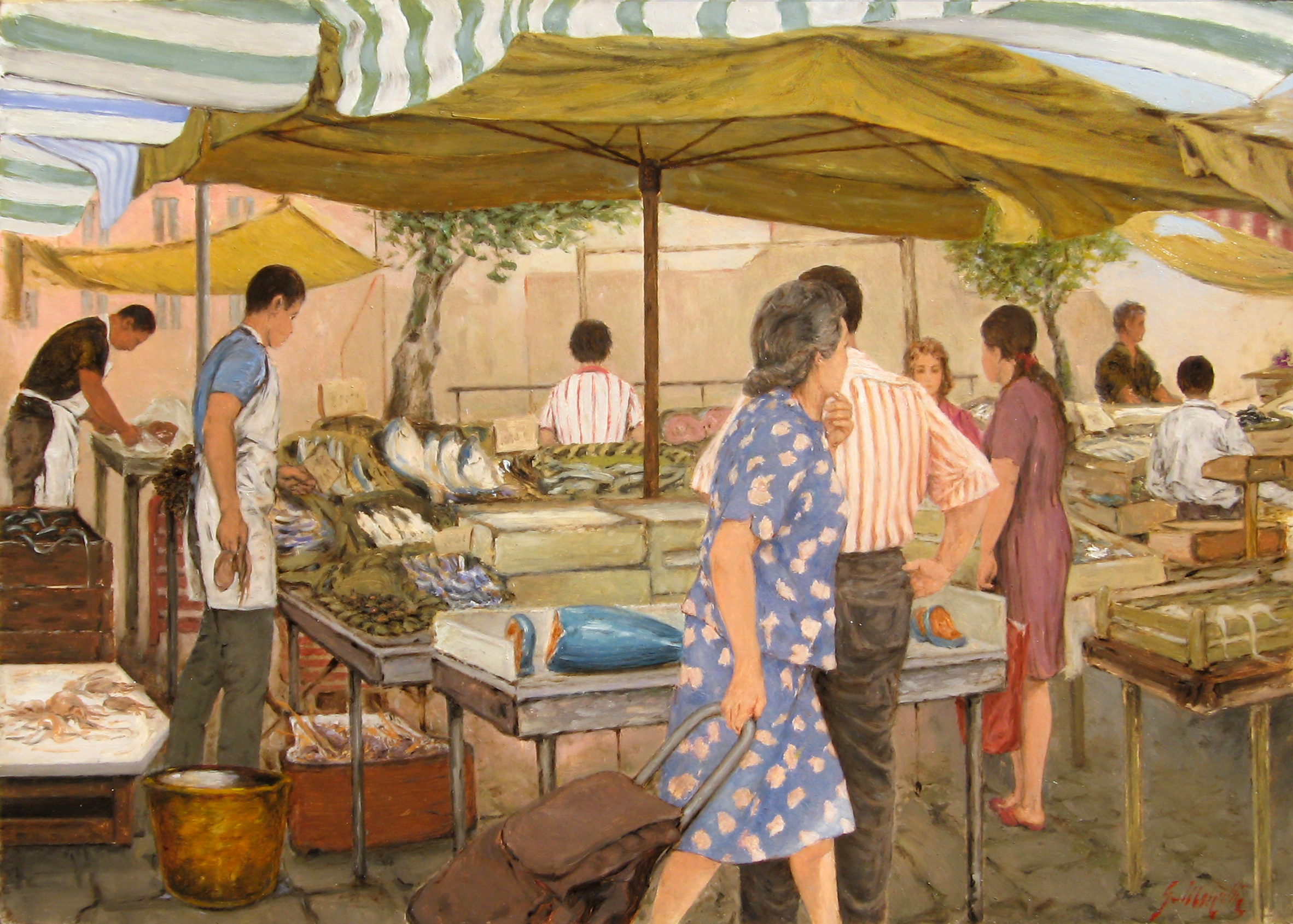
Mercato del pesce a Milano von Guido Marzulli, 2009

Figurativer Realismus ist ein nach der Pop Art vor allem in den Vereinigten Staaten entwickelter Stil naturalistischer Malerei.

## Entstehung
Der Figurative Realismus, der sich teilweise nur schwer vom Fotorealismus abgrenzen lässt, basiert ebenfalls wie dieser auf der Verwendung eines Fotos als Hilfsmittel, wodurch eine fotoähnliche Wirkung erzielt wird. Im Gegensatz zum Fotorealismus ist allerdings beim Figurativen Realismus das Foto entbehrlich.
Besonders in den Vereinigten Staaten von Amerika gibt es viele Künstler, die diesen Kunststil vertreten. Dadurch, dass der Figurative Realismus seinen Ursprung auch in der Neuen Sachlichkeit, dem Magischen Realismus sowie der Pittura metafisica hat, gibt es auch in europäischen Ländern, unter anderem in Deutschland Künstler, die dieser Stilrichtung angehören.
Vertreter des Figurativen Realismus sind unter anderem:
- Alex Colville (1920–2013), kanadischer Maler
- Philip Pearlstein (1924–2022), US-amerikanischer Maler, Grafiker und Zeichner
- Guido Marzulli (* 1943), italienischer Maler
- Gruppe Zebra, ein Zusammenschluss von realistisch arbeitenden Malern und Bildhauern
- Dieter Krieg (1937–2005), deutscher Maler
- Ben Willikens (* 1939), deutscher Maler
- Manfred Bluth (1926–2002), deutscher Maler
- Dieter Kraemer (* 1937), ein deutscher Maler und Professor für Bildende Kunst